# Železniško postajališče Paška vas
Železniško postajališče Paška vas je eno izmed železniških postajališč v Sloveniji, ki oskrbuje bližnji naselji Gavce (kjer se pravzaprav nahaja) in Paška vas.